# Pozoblanco
Pozoblanco é um município da Espanha na província de Córdova, comunidade autónoma da Andaluzia. Tem 332 km² de área e em 2021 tinha 17 156 habitantes (densidade: 51,7 hab./km²).

## Demografia
| Variação demográfica do município entre 1991 e 2004 | Variação demográfica do município entre 1991 e 2004 | Variação demográfica do município entre 1991 e 2004 | Variação demográfica do município entre 1991 e 2004 |
| --------------------------------------------------- | --------------------------------------------------- | --------------------------------------------------- | --------------------------------------------------- |
| 1991                                                | 1996                                                | 2001                                                | 2004                                                |
| 15 363                                              | 16 042                                              | 16 369                                              | 16 759                                              |

## Geografia
É o município com maior número de habitantes da metade norte da província de Córdova, zona formada pelas comarcas de Los Pedroches e do Alto Guadiato, seguida por Peñarroya-Pueblonuevo (do Alto Guadiato) com 12 171 habitantes e Villanueva de Córdova (dos Pedroches) com 9 719 habitantes.
Pozoblanco é a capital económica e administrativa da comarca do Vale dos Pedroches, segunda comarca da Andaluzia em extensão, tem um hospital comarcal, principal centro sanitário da zona norte da província de Córdova, e é cabeça de partido judiciário.

## História
Parece provável que a origem do Pozoblanco, bem como outras povoações dos arredores como Villanueva de Córdova, fique por volta de meados do século XIV, como consequência da fuga de habitantes do vizinho povo do Pedroche por causa da peste.
Outras hipóteses apontam para que, dado que os habitantes do Pedroche tinham que pastorear em terras cada vez mais afastadas da cidade, em vez de irem cada dia para o povo formavam núcleos miúdos, onde faziam a vida diária, e quando estes núcleos cresceram formaram os vários povos da comarca, entre eles Pozoblanco.
No início os primeiros assentamentos realizaram-se no que hoje é o bairro do "Poço Velho", ao sopé de um outeiro, e à volta de um poço, que segundo a tradição se tornou branco devido às borras das galinhas, sendo essa a origem do nome do povo, que é representada também no brasão municipal.
Ao início Pozoblanco dependeu administrativamente do Pedroche até que, pelo 1478, detém o título de vila, possivelmente dado pelos Reis Católicos.
À época medieval a história do Pozoblanco cola-se à das chamadas Sete Vilas dos Pedroches (Pedroche, Torremilano, Torrecampo, Pozoblanco, Villanueva de Córdova, Alcaracejos e Añora) até 1836 em que decorre a ruptura desta comunidade e as terras comunais são repartidas entre estes povos.
Pozoblanco obtém o título de cidade, outorgado por Afonso XIII a 22 de abril de 1923.
O gentílico popular de tarugo advém do antigo comércio que as gentes desta cidade realizavam com achas de madeira. Transportavam-nos de camião pelos povos da zona, sendo que assobiavam ao chegar a algum povo para vender a mercadoria. A gente quando os ouvia chegar debruçava-se das janelas para avisar os vizinhos, a gritar: «Já vêm os tarugos!!», a referir-se às achas de madeira. Afinal ficaram com esse gentílico todos os da cidade do Pozoblanco.